# Roger Stern
Roger Stern (Noblesville, 17 settembre 1950) è un fumettista e scrittore statunitense.
È divenuto famoso per essere il creatore del personaggio di Hobgoblin, un nemico di Spider-Man, oltre che per i suoi cicli di storie su fumetti della Marvel Comics come Il Dottor Strange, Capitan America, I Vendicatori e soprattutto per il già citato Uomo Ragno. Per la DC Comics ha scritto storie per la testata di Superman.

## Carriera
Stern ha fatto irruzione nella industria dei comics come scrittore nel 1975, in quella che è considerata la "terza ondata" di creativi della Marvel Comics, che comprendeva artisti come John Byrne e Frank Miller, e scrittori come Mary Jo Duffy, Mark Gruenwald e Ralph Macchio.
Stern lavora brevemente come editor, in particolare su Uncanny X-Men, per poi mettersi in mostra come scrittore con un breve trascorso con John Byrne su Capitan America e il suo lungo periodo sulle testate The Amazing Spider-Man, Dottor Strange e The Avengers. Nel 1982 co-crea con il disegnatore John Romita Jr il secondo Capitan Marvel, Monica Rambeau, e Hobgoblin. Nel 1984, Stern lancia lo spin-off dei Vendicatori della Costa Ovest con il disegnatore Bob Hall.
Nel 1987, dopo una disputa con l'editor Mark Gruenwald su trame imminenti, Stern viene licenziato dalla sceneggiatura dei Vendicatori. Comincia quindi a lavorare da freelance per la DC Comics, dove diviene uno degli scrittori fondamentali di Superman per quasi un decennio lavorando su Superman (vol. 2) e Action Comics. In questo periodo ha contribuito a ideare la trama della Morte di Superman, che fece rivivere un forte interesse per il personaggio nei primi anni 1990. Stern ha anche scritto la serie Atom e co-creato la serie Starman 1980, con protagonista la versione di Will Payton del personaggio, in coppia con il disegnatore Tom Lyle, per la DC Comics.
Nel 1996, Stern è tornato a scrivere per la Marvel con la miniserie Spider-Man: Hobgoblin Vive ed ha contribuito a tre numeri di Spectacular Spider-Man nel 1998, in cui ha caratterizzato il primo confronto tra Norman Osborn (Goblin) e Roderick Kingsley (Hobgoblin).
Nei successivi quattro anni, ha scritto la serie di breve durata Marvel Universe, così come le miniserie Avengers Due, Avengers Infinity e Spider-Man: La vendetta di Goblin. Collabora anche con lo scrittore dei Vendicatori Kurt Busiek alla testata Iron Man e alla miniserie Avengers Forever, e realizza in compia con John Byrne Marvel: The Lost Generation.
Nel 2000 la Marvel lo lascia senza incarichi, e Stern inizia così a scrivere per l'editore europeo Egmont, per il quale ha realizzato storie di The Phantom, e la casa editrice Panini UK, per la cui rivista Marvel Rampage ha scritto storie di Spider-Man e Hulk.
Il biennio 2006-2007 lo ha visto alle prese con una nuova mini-serie: Darkman vs Army of Darkness, che Stern ha scritto in collaborazione con Busiek ed il disegnatore James Friggere per la Dynamite Entertainment.
Nel 2007, Stern scrive un numero di The All-New Atom per la DC Comics, e si riunisce a Byrne per produrre un arco narrativo di cinque episodi per la testata JLA Classified.
Nel 2008, torna alla Marvel, dove scrive nuove storie per Giant-Size Incredible Hulk, The Amazing Spider-Man, Young Allies, Amazing Spider-Man Family, Capitan America e Web of Spider-Man. Ha collaborato di nuovo con Busiek, co-scrivendo diversi episodi della miniserie Eye of the Camera, sequel di Marvels.
Stern ha continuato a lavorare come freelance per la Marvel, scrivendo nel 2010 la miniserie Capitan America: Alleati per sempre, e lo speciale Doctor Strange: From the Vault, uscito nel mese di febbraio del 2011.